# Danish Haqimi
Danish Haqimi (* 22. März 2007 in Singapur), mit vollständigen Namen Muhammad Danish Haqimi Mohamad Syaruddin, ist ein singapurischer Fußballspieler.

## Karriere
Danish Haqimi erlernte das Fußballspielen in der Schulmannschaft der Singapore Sports School. Am 1. Juli 2023 wechselte er zum Erstligisten Young Lions. Die Young Lions sind eine U23-Mannschaft, die 2002 gegründet wurde. In der Elf spielen U23-Nationalspieler und auch Perspektivspieler. Ihnen soll die Möglichkeit gegeben werden, Spielpraxis in der ersten Liga zu sammeln. Sein Erstligadebüt gab Danish Haqimi am 29. Juli 2023 (23. Spieltag) im Heimspiel gegen Hougang United. Bei der 2:6-Heimniederlage wurde er in der 90.+2 Minute für Harith Kanadi eingewechselt.